# Фёдоров, Михаил Иванович (контр-адмирал)
Михаил Иванович Фёдоров (30 сентября 1903, с. Полново, Новгородская губерния, Российская империя — 4 января 1981, Ленинград, СССР) — советский военно-морской деятель, контр-адмирал (13.12.1942).

## Биография
Родился 30 сентября 1903 года в селе Полново, ныне в Демянском районе, Новгородской области. Русский.

### Военная служба

#### Межвоенные годы
С октября 1923 года — курсант Военно-морского училища имени М. В. Фрунзе. С ноября 1926 года, после окончания училища, вахтенный начальник линкора «Октябрьская революция» Морских Сил Балтийского моря. Член ВКП(б) с 1926 года С сентября 1928 года — слушатель артиллерийского класса Специальных курсов комсостава ВМС РККА. С ноября 1929 года — артиллерист, командир артиллерии монитора «Сун-Ят-Сен» Амурской военной флотилии. Участвовал в боях на КВЖД. С января 1931 года — флагарт (начальник флагманского артиллерийского штаба) Амурской ВФ. 23 декабря 1935 года, за успехи в боевой подготовке был награждён орденом Красной Звезды.
С октября 1936 года — слушатель командного факультета Военно-морской академии им. К. Е. Ворошилова. В феврале 1939 года, после досрочного окончания академии, назначен начальником штаба Амурской ВФ. С июля по август 1940 года временно исполнял должность командующего Амурской ВФ. Затем возвратился к исполнению своих прежних обязанностей. К 1941 году флотилия пополнилась восемью канонерским лодками, переоборудованными из речных пароходов, а также минным и боно-сетевым заградителями, речными тральщиками, минными катерами, плавучими зенитными батареями и другими необходимыми судами.

#### Великая Отечественная война
С началом войны продолжал руководить штабом Амурской ВФ. с января 1942 года — начальник штаба Волжской военной флотилии. Непосредственно участвовал в обороне Сталинграда. Штаб под руководством Фёдорова организовал борьбу с минами в сложных условиях и с ограниченными средствами траления, разрабатывал планы взаимодействия флотилии с войсками фронта. Фёдоров лично организовал и провёл ряд операций по усилению группы кораблей, обеспечивающих переправу войск через реку Волга и эвакуацию раненых 62-й армии.
Из характеристики: «За время боевых действий флотилии по обороне г. Сталинграда умело, грамотно руководил штабом флотилии и штабами соединений, держал постоянную связь со штабом фронта и взаимодействующими армиями, помогал войсковым начальникам наиболее эффективно использовать корабли флотилии, рациональным распределением имевшихся и приданных средств ПВО, обеспечил успешное продвижение караванов. Неоднократно выходил в районы, опасные от мин, и лично проводил караваны… Своей безупречной работой способствовал успешным действиям флотилии»..
27 февраля 1943 года, за успешное и грамотное управление флотилией в Сталинградской битве и проявленное при этом мужество и храбрость, контр-адмирал Фёдоров был награждён орденом Ленина.
С февраля 1943 года начальник штаба Северного Флота. Штаб под руководством Фёдорова спланировал и обеспечил воинские перевозки морем для 14-й армии, Северного оборонительного района на полуостров Рыбачий в условиях активного противодействия противника, разрабатывал планы десантных операций. Особое внимание Фёдорова уделял организации конвойной службы, обеспечению союзных и наших конвоев. Лично участвовал в набеговой операции бригады миноносцев на коммуникации противника у берегов северной Норвегии, эскортировании союзного конвоя в пределах операционный зоны из Архангельска в Мурманск. С мая 1944 года — командир охраны водного района Тихоокеанского флота. С апреля 1945 года — командующий Владивостокским Морским оборонительным районом.

#### Советско-японская война
С началом войны в прежней должности. Под руководством Фёдоров разрабатывались планы и были организованы десантные морские операции.
Из наградного листа: «В период проведения операций по захвату портов Юки, Расин, Сейсин Фёдоров провел в минимальные сроки подготовку частей Владивостокского морского оборонительного района к операциям. Благодаря тщательной подготовке энергичными и решительными действиями Фёдорова при организации отрядов захват указанных баз был проведен в минимально короткие сроки»..
За руководство подготовки операций по захвату японской военно-морских баз в Северной Корее, контр-адмирал Фёдоров был награждён орденом Нахимова I степени и высшим (на тот момент) корейским орденом Государственного флага, а также был персонально упомянут в благодарственном в приказе Верховного Главнокомандующего.

#### Послевоенное время
После окончания войны оставался в прежней должности. С февраля 1947 года -начальник штаба, а с января 1948 года 1-й заместитель командующего — начальник штаба 5-го ВМФ. С октября 1949 года в распоряжении главкома ВМФ. С апреля 1950 года — уполномоченный контрольно-приёмного аппарата Артиллерийского Управления ВМС СССР. С ноября 1951 года — начальник артиллерийского факультета Высшего военно-морского училища инженеров оружия (г. Ленинград). С сентября 1953 года контр-адмирал Фёдоров в запасе.
Скончался 4 января 1981 года в Ленинграде, похоронен там же на Южном кладбище.

## Награды
СССР
- два ордена Ленина (27.02.1943[6], 20.06.1949[7][8]);
- орден Красного Знамени (03.11.1944)[8][9];
- орден Нахимова I степени (14.09.1945)[10];
- орден Отечественной войны I степени (30.03.1945)[11];
- орден Красной Звезды (23.12.1935)[11]
  - медали в том числе:
  - «За оборону Сталинграда» (1943)[11];
  - «За оборону Советского Заполярья» (1945)[11];
  - «За победу над Германией в Великой Отечественной войне 1941—1945 гг.» (1945)[11];
  - «За победу над Японией» (1945)[12];
  - «Ветеран Вооружённых Сил СССР» (1976)
- знак «50 лет пребывания в КПСС» (1981)

Приказы (благодарности) Верховного Главнокомандующего в которых отмечен М. И. Фёдоров.
- За захват в Северной Корее портов и городов Юки, Расин, Сейсин, Ранан, Гензан. 23 августа 1945 года. № 372.

Других государств
- орден Государственного Флага (КНДР);
- медаль «За освобождение Кореи» (КНДР)